# Zone de secours Hainaut Est
(nl) Hulpverleningszone Henegouwen Oost
(de) Hilfeleistungszone Hennegau Ost
La zone de secours Hainaut Est est l'une des 34 zones de secours de Belgique et l'une des trois zones de la province de Hainaut.

## Histoire

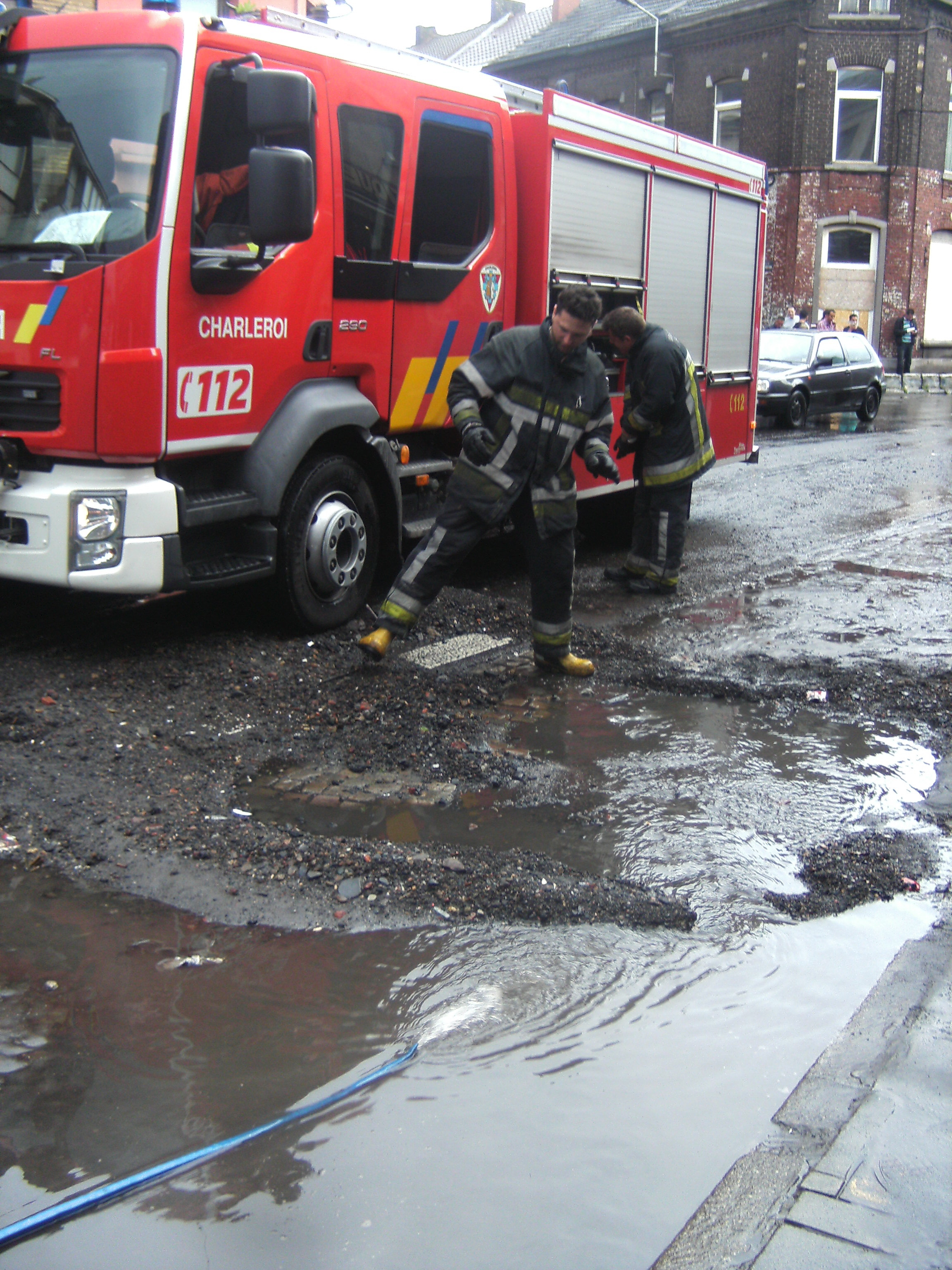
Les pompiers de Charleroi en intervention lors d'inondations à Broucheterre le 20 mai 2012.

La loi du 15 mai 2007 adopte la réforme de la sécurité civile belge qui fait suite à la catastrophe de Ghislenghien et qui découpe le territoire belge en zones de secours, à l'instar des zones de Police. Auparavant, les pompiers étaient gérés à l'échelon communal par le Bourgmestre qui en était le responsable.
La zone de Secours débute officiellement son existence le 1er janvier 2016, avec pour commandant le Colonel De Clercq, dernier chef de corps du service régional d'incendie de Charleroi. 
Le 28 octobre 2016, la nouvelle caserne de Charleroi est inaugurée et abrite, depuis lors, l'état-major de la zone. Elle a pour particularité d'être en forme circulaire pour une meilleure ergonomie de travail.
En janvier 2018, le Major Pierart succède au Colonel De Clercq. Avant le passage en zone, il était le commandant des pompiers de Beaumont.

## Caractéristiques

### Communes protégées

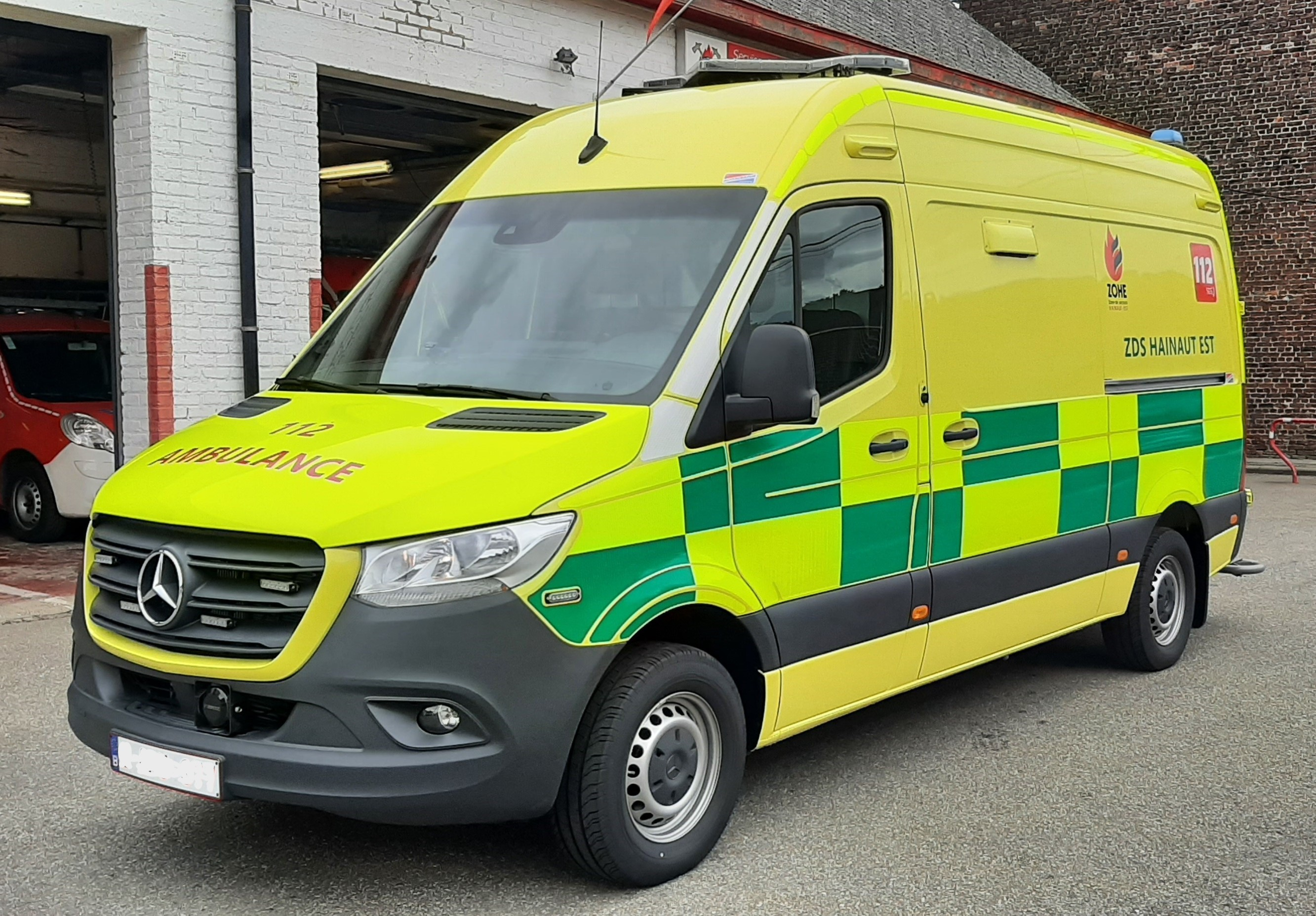
Une ambulance de la zone de secours Hainaut Est.

La zone de secours Hainaut Est couvre les 22 communes suivantes: 
Aiseau-Presles, Anderlues (depuis le 01/01/2016), Beaumont, Charleroi, Châtelet, Chimay, Courcelles, Erquelinnes (depuis le 01/01/2016), Farciennes, Fleurus, Fontaine-l'Évêque, Froidchapelle, Gerpinnes, Ham-sur-Heure-Nalinnes, Les Bons Villers, Lobbes (depuis le 01/01/2016), Merbes-le-Château (depuis le 01/01/2016), Momignies, Montigny-le-Tilleul, Pont-à-Celles, Sivry-Rance et Thuin.

## Casernes
Voir aussi: Liste des services d'incendie belges
La Zone dispose de 5 casernes : 
- Beaumont
- Charleroi
- Chimay
- Jumet
- Thuin

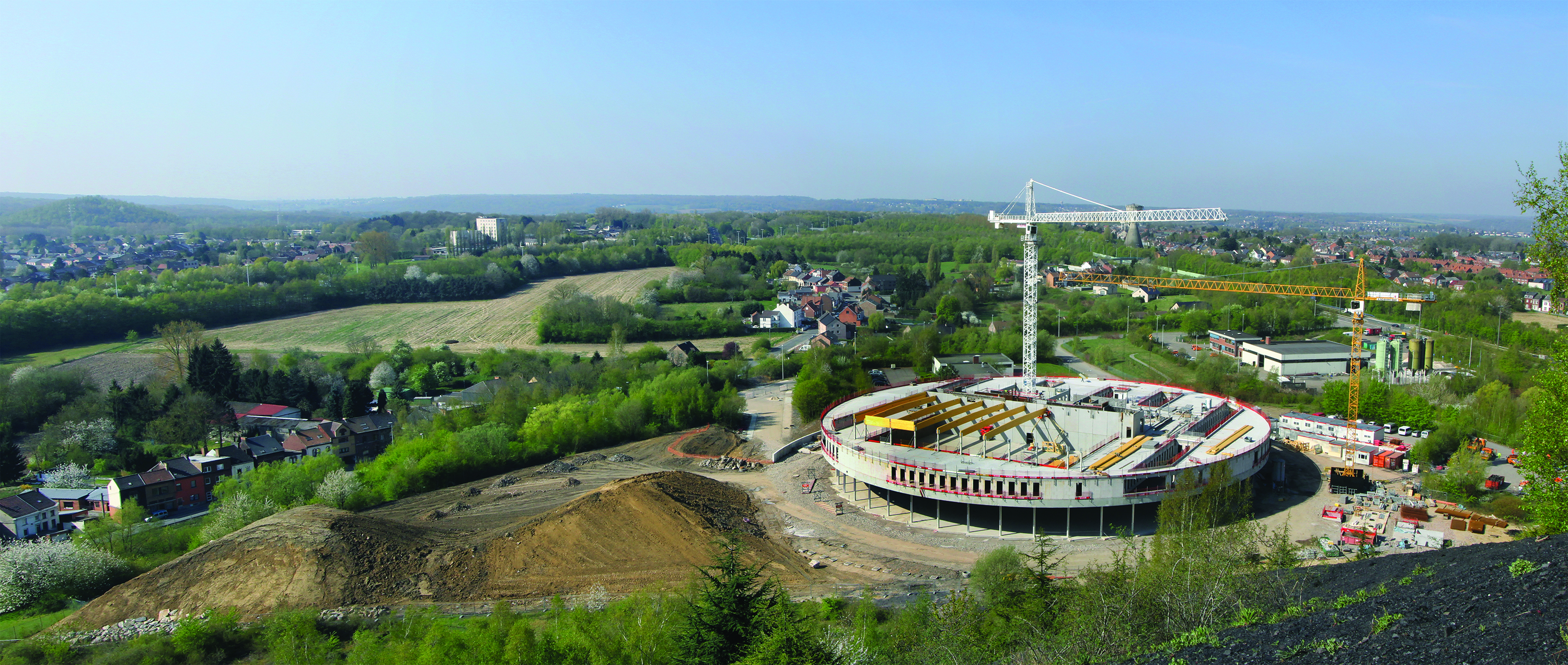
La caserne actuelle de Charleroi, abritant l'État-major de la Zone, inaugurée le 28 octobre 2016, ici en travaux en avril 2015.

Le 31 décembre 2021 à 18h00 la caserne de Fleurus a fermé ses portes.
À noter que l'aéroport de Charleroi est défendu par un service d'incendie à part de la zone Hainaut Est, ses casernes ne sont donc pas reprises comme casernes des pompiers de la zone.

## Commandants
- 2016 - 2018 : colonel Daniel De Clerq ;
- 2018 - 2022 : major Fabrice Piérart ;
- 15 octobre 2022 : colonel Fabian Berti, commandant de zone faisant-fonction puis commandant depuis le 1er décembre 2024.

### Textes de loi
- Loi du 15 mai 2007 concernant la réforme de la sécurité civile belge[5].
- Arrêté Royal du 2 février 2009 déterminant la délimitation territoriale des zones de secours (Moniteur belge du 17 février 2009).